# Kevin Howe
Kevin Howe (Saint Louis, ...) è un ex calciatore statunitense, di ruolo difensore. Nel 2004 è stato inserito nel "St. Louis Soccer Hall of Fame".

## Carriera
Si forma nella selezione calcistica della Southern Illinois University Edwardsville di cui sarà anche il capitano, istituto nel quale si laureerà in psicologia nel 1974, e nel quale sarà inserito nel famedio dell'istituto nel 2009. Alla SIU-E giocò anche con il fratello Tom.
Nella stagione 1973 è ingaggiato dagli Atlanta Apollos, con cui ottenne il terzo e ultimo posto della Southern Division, non potendo così accedere alla fase finale del torneo.
Nella stagione 1974 passa ai Denver Dynamos, con cui nei due anni di militanza non supera mai la fase a gironi del torneo nordamericano.
Nella stagione 1976 la franchigia dei Dynamos viene ricollocata a Minneapolis divenendo così i Minnesota Kicks. Con i neonati Kicks, che raggiunsero la finale del torneo persa contro i canadesi del Toronto Metros-Croatia, non gioca alcun incontro durante il campionato.